# 구영초등학교
구영초등학교는 대한민국 울산광역시 울주군에 있는 초등학교다.

## 학교 연혁
- 1961. 11. 24 범서국민학교 구영분교장 개교
- 1964. 03. 01 구영국민학교로 분리 독립
- 1985. 03. 01 범서국민학교 구영분교장으로 통합
- 1992. 03. 01 구영국민학교로 분리 독립
- 1995. 02. 14 교육시책 울산시 우수학교로 선정 (환경보전교육)
- 1995. 11. 23 울산시교육청 지정 시범학교보고회 (꿈을 심는 교육)
- 1996. 03. 01 구영초등학교로 교명 변경
- 1998. 11. 10 울산광역시교육청 지정 시범학교보고회 (열린교육)
- 2000 ~ 2001 울산광역시교육청 지정 연구학교 (교실수업개선)
- 2001. 05. 01 강남교육청 관내 과학교육 최우수 학교선정
- 2002 ~ 2003 울산광역시교육청 지정 연구학교 (창의력 교육)
- 2006. 11. 27 부총리겸 교육부 장관 표창 (NEIS활용우수학교)
- 2007.03 ~ 2008.02 울산광역시지정 시범학교 운영(환경교육)
- 2007. 12. 11 기초질서 우수학교 교육감 표창
- 2010 ~ 2011 울산광역시교육청 지정 교원전문성 신장 연구학교
- 2013. 09. 01 제16대 김만호 교장선생님 부임
- 2014. 02. 20 제48회 졸업식 157명(졸업생 총 4,224명)
- 2014. 03. 01 32학급 편성
- 2016. 04. 29 유네스코 지정
- 2021. 09. 01 제 19대 김유진 교장선생님 부임